# Bagan Asahan Pekan
Bagan Asahan Pekan is een bestuurslaag in het regentschap Asahan van de provincie Noord-Sumatra, Indonesië. Bagan Asahan Pekan telt 4695 inwoners (volkstelling 2010).